# Innimond
Innimond (auch: Innimont) ist eine französische Gemeinde mit 92 Einwohnern (Stand: 1. Januar 2022) im Département Ain in der Region Auvergne-Rhône-Alpes. Sie gehört zum Arrondissement Belley, zum Kanton Lagnieu und zum Gemeindeverband Plaine de l’Ain. 

## Geografie
Die Gemeinde Innimond liegt am Ain, etwa zehn Kilometer westnordwestlich von Belley im Bugey auf durchschnittlich 900 m über dem Meer.
Umgeben wird Innimond von den Nachbargemeinden von Ordonnaz im Norden, Cheignieu-la-Balme im Nordosten, Contrevoz im Nordosten und Osten, Saint-Germain-les-Paroisses im Osten und Südosten, Ambléon im Süden, Marchamp im Süden und Südwesten sowie Lompnas im Nordwesten.

## Bevölkerungsentwicklung
| Jahr                       | 1962 | 1968 | 1975 | 1982 | 1990 | 1999 | 2006 | 2012 | 2021 |
| Einwohner                  | 188  | 143  | 98   | 82   | 81   | 95   | 108  | 117  | 89   |
| Quellen: Cassini und INSEE |      |      |      |      |      |      |      |      |      |

## Sehenswürdigkeiten

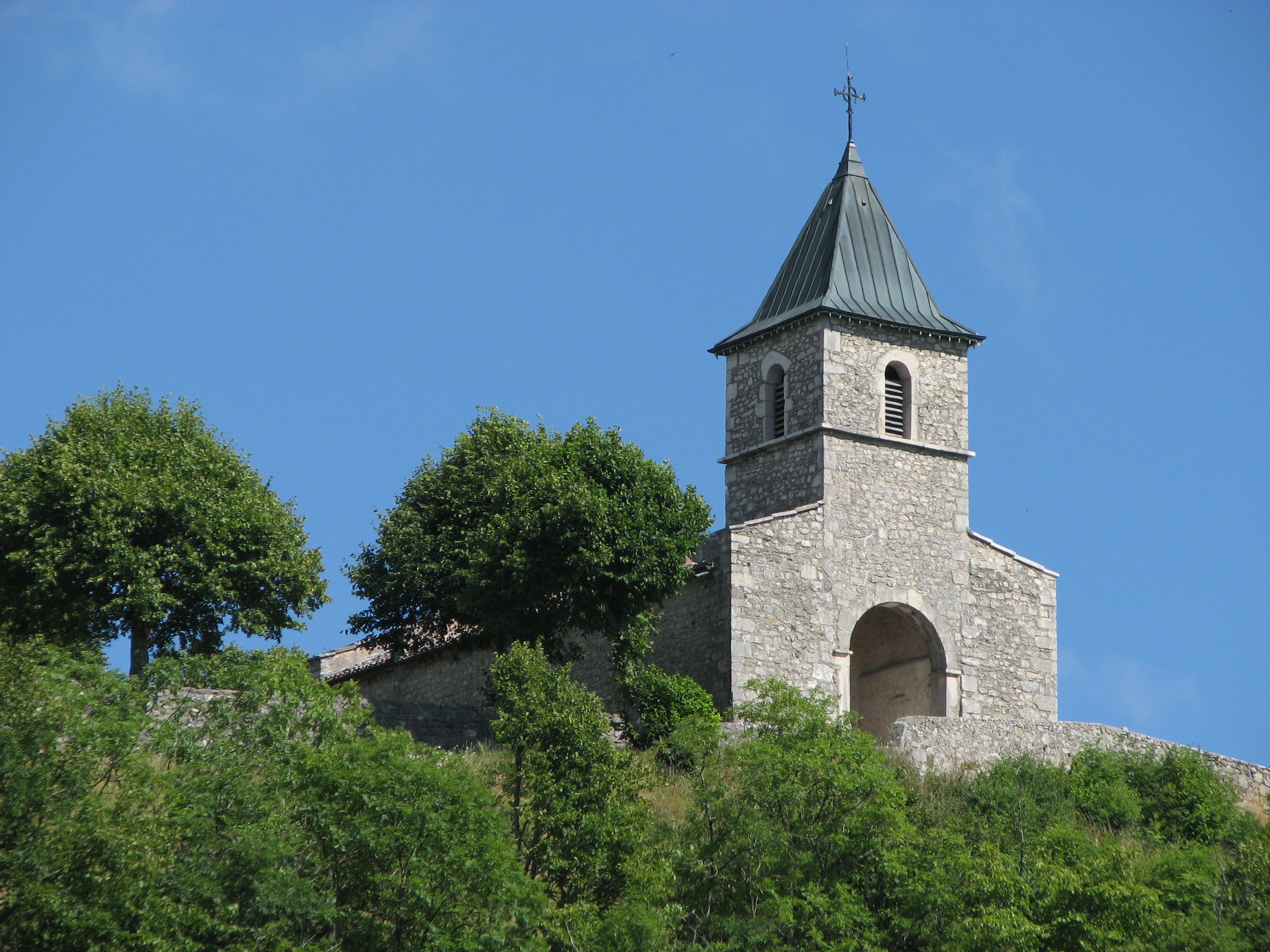
Kirche Saint-Laurent
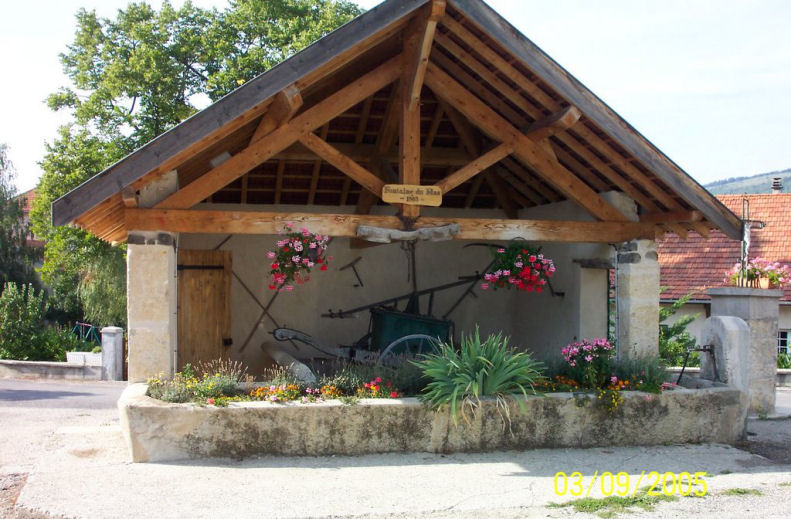
Ehemaliges öffentliches Waschhaus
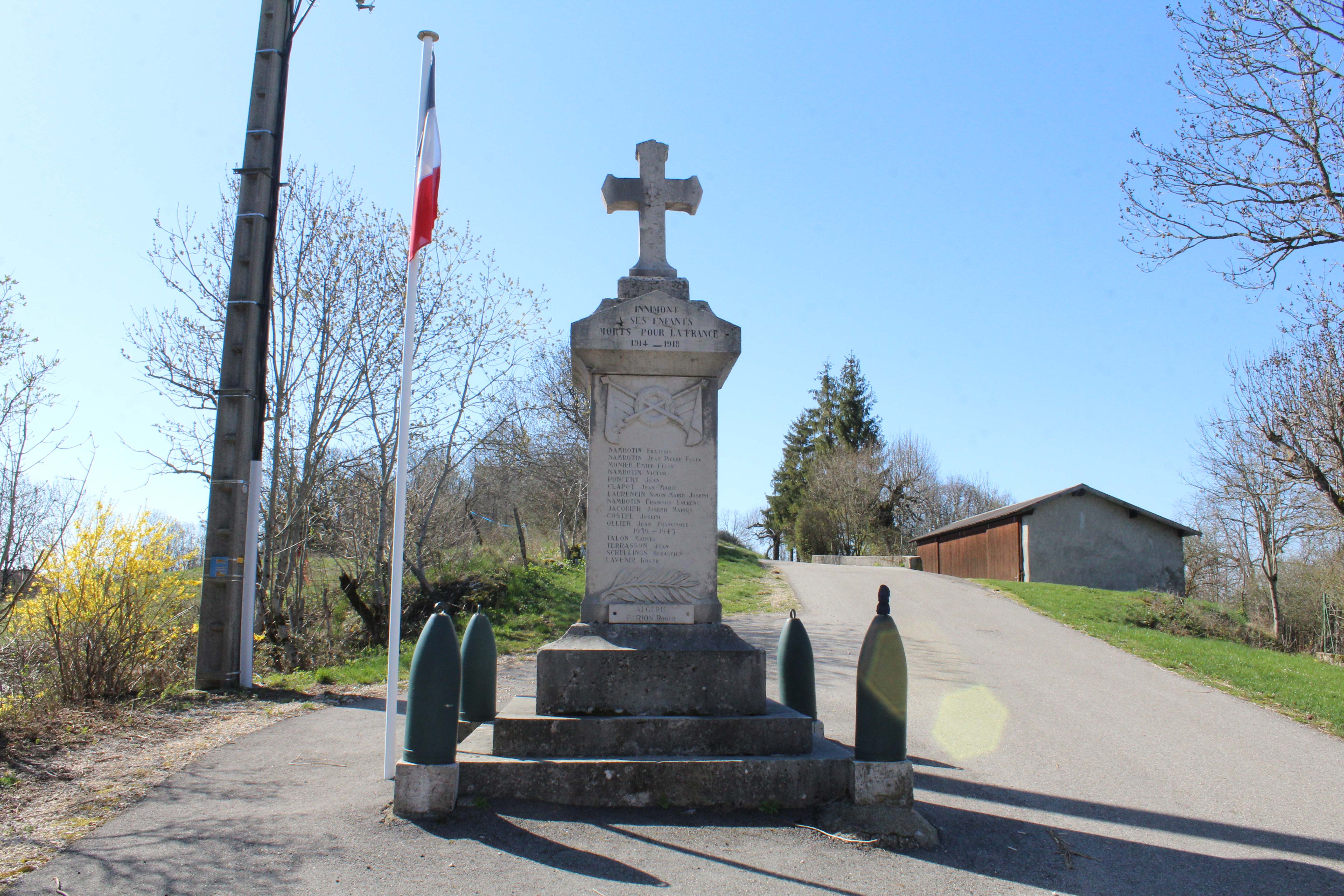
Gefallenendenkmal

- Waschhaus (Lavoir)

- Kirche Saint-Laurent
- Ehemaliges öffentliches Waschhaus
- Gefallenendenkmal